# Parco archeologico di Sentinum

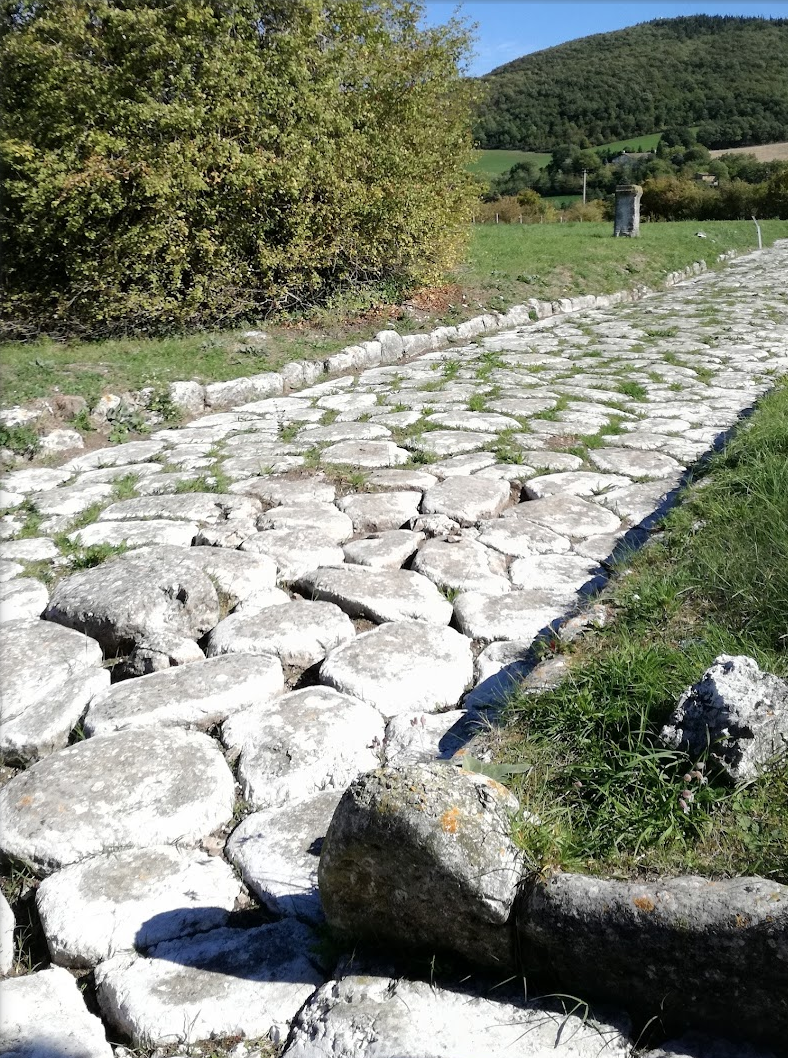
Parco archeologico di Sentinum, cardo e decumano

Il parco archeologico di Sentinum racchiude al suo interno le rovine dell'antica città romana di Sentinum. Municipio romano ascritto alla tribù Lemonia, viene citata dalle fonti antiche per la vittoria dei Romani sui Galli, Etruschi e Sanniti nel 295 a. C. (Polibio., ii, 19, 6; Livio., x, 17 e 30; Frontino, Strat., i, 8, 3). È ricordata come città dell'Umbria dagli storici antichi (Strabone, v, 2, 10; Ptolem., iii, I, 46; Plinio, Nat. hist., iii, 114) è poi citata anche per un secondo fatto storico notevole: nel bellum Perusinum, Sentinum che parteggiava per Marco Antonio, fu presa e distrutta dal luogotenente di Ottaviano, Salvidieno Rufo (Cassio Dione, xlviii, 13, 2-5; Appiano, Bel. civ., v, 30).
Il sito archeologico si trova alle porte dell'odierna città di Sassoferrato (AN) e si divide in due aree (località Santa Lucia e località Civita) collegate tra loro.

## Territorio
In epoca preromana il territorio corrispondeva ad una zona di contatto tra popolazione diverse: Umbri ed Etruschi a ovest, Galli a Nord ed est, Piceni ancora a est e verso sud, la cui presenza è attestata dai siti archeologici limitrofi, come gli insediamenti gallici di Civitalba e Montefortino d’Arcevia e quelli piceni di Fabriano e Matelica. Si tratta, quindi, di un territorio centrale, probabilmente interessato da una sovrapposizione di culture, le cui caratteristiche restano tutt’ora da chiarire. La città che noi oggi conosciamo risale all’ epoca romana. Non vi sono prove, attualmente, per stabilire se questo sia il primo insediamento nella zona o se ancor prima dell’epoca romana vi fosse un abitato nella zona interessata dalla città.
Sentinum sorge su un altopiano di formazione alluvionale, alla confluenza del torrente Sentino con il Marena, a poca distanza dalla via Flaminia e collegata a questa da una viabilità di raccordo, che passando per la vicina città di Suasa giungeva a Sena Gallica.

## Storia
Nei pressi di Sentinum, nel 295 a.C., ebbe luogo la celebre battaglia delle Nazioni  che vide la decisiva vittoria dei Romani contro gli eserciti dei Galli Senoni e dei Sanniti.
L’esistenza di un insediamento preromano e il popolamento del territorio sentinate, che Polibio e Livio menzionano, con Umbri, Piceni e Galli Senoni, attualmente non è confermato archeologicamente; nessuna indagine di scavo è stata in grado di rivelare tracce di un abitato preromano, al di sotto delle strutture urbane di epoca romana. La città che noi oggi conosciamo come Sentinum fu una città di fondazione, sorta su di un terreno vergine che sembra non recare tracce di insediamenti preesistenti. Il luogo, però, doveva possedere caratteristiche particolari sin da epoca assai remota e, per certo, prima della battaglia del 295 a.C., dal momento che Sentinum sorse allo sbocco di una viabilità interna, con tutta probabilità antichissima, che attraversa la valle camerte e di qui si dirama verso la costa. Si potrebbe valutare per la città un percorso di formazione simile a quello ipotizzato per
Suasa e Ostra, che nascono probabilmente a seguito della "Lex Flaminia de agro Gallico et Piceno viritim dividundo" nel 232 a.C., forse inizialmente come prefetture in appoggio a Sena Gallica, e che successivamente vissero con diverso statuto di municipi dopo la guerra sociale nel 90 a.C.
La città verrà poi coinvolta anche nello scontro tra Marco Antonio ed Ottaviano che sfociò nella guerra di Perugia (41 a.C.); le popolazioni dell'Italia Centrale dovettero schierarsi a favore dell'uno o dell'altro e poiché a Sentinum vivevano ex veterani di Marco Antonio la città si schierò a suo favore. Le truppe di Ottaviano entrarono in città dandola alle fiamme; la ricostruzione e la conseguente monumentalizzazione del centro avvenne verosimilmente in età augustea. La città verrà ricostruita ed ampliata godendo di benessere economico per alcuni secoli.
L'ultima datazione che si ha della città attraverso iscrizioni è del 343 d.C. dopodiché non vi è più alcuna menzione di Sentinum, che verrà abbandonata, un paio di secoli dopo, dagli abitanti decimati dalla fame e dalla peste ed incapaci di difenderla dalle irruzioni nemiche, specialmente dai Longobardi. La popolazione si sposterà in alture limitrofe dove, intorno all'anno 1000, sorgerà il Castrum Saxum Ferratum.

### Epoca contemporanea
Nel 2005 nel corso della XIV legislatura della Repubblica Italiana venne presentato un disegno di legge (n. 3412 del 10 maggio 2005) da parte del senatore Luciano Magnalbò per l'istituzione del "Parco archeologico, storico e culturale di Sentinum, Suasa e Ostra".

## Parco archeologico diSentinum

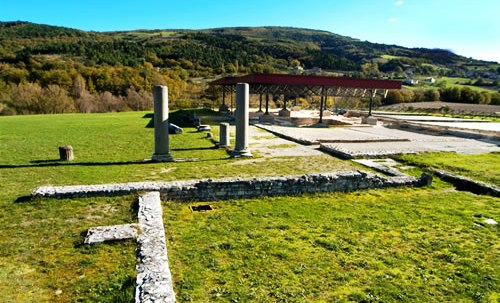
Parco archeologico di Sentinum, terme extraurbane.

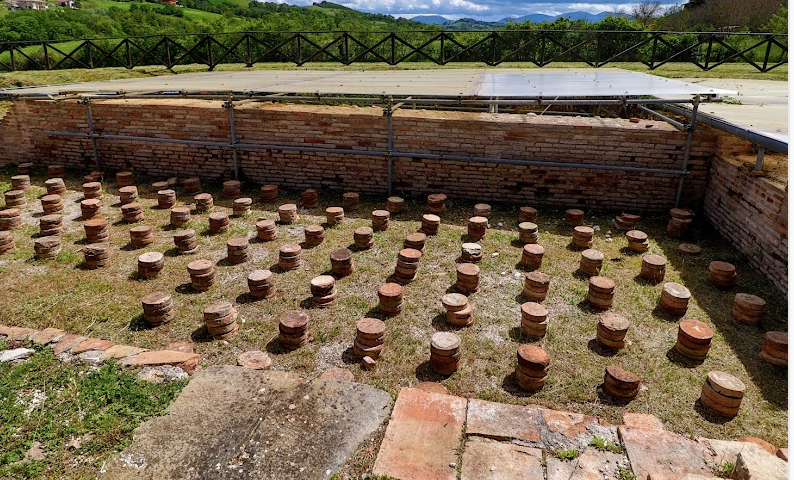
Parco archeologico di Sentinum, terme extraurbane.

Nel 1994 con la legge regionale n. 16 è stato istituito il Parco archeologico di Sentinum. Il parco archeologico è diviso in due aree, località Civita e località Santa Lucia. In località Civita sono ancora visibili i resti delle terme urbane, tratti di due strade basolate minori (cardine e decumano) e di una bottega per la fusione dei metalli.
In località Santa Lucia è visibile una monumentale costruzione identificata come terme extraurbane.

### Impianto urbano
I resti attualmente visibili della città romana di Sentinum costituiscono solo una modesta porzione dell’antica estensione urbana. Sono stati individuati tratti della cinta muraria e il tracciato viario urbano, impostato su un sistema ortogonale orientato secondo l’asse nord-sud.
Il cardo era tracciato con direzione nord-sud, mentre il decumanus seguiva la direzione est-ovest e, dal loro incrociarsi, i Romani definivano l’orientamento della città secondo un perfetto reticolato di strade che ne organizzava l'assetto urbanistico. Le strade rinvenute a Sentinum, servite da una consistente rete fognaria, sono lastricate con basoli bianchi, larghi blocchi di calcare spessi alcuni decimetri, e delimitate da marciapiedi.

### Area del Foro ed area urbana
Delle strutture edilizie è visibile un complesso termale, identificato come terme urbane, che conserva una piscina, il calidarium, cioè la sala riscaldata destinata al bagno caldo, e il frigidarium, la sala con la vasca per il bagno freddo. Si conserva inoltre una grande aula absidata, chiusa da un lato a semicerchio, decorata da pavimento in marmi policromi.
Gli scavi hanno permesso di identificare anche due ambienti adibiti a fonderia per la lavorazione di statue di bronzo attivi tra il I secolo a.C. e il III secolo d.C., resti di quella che molto probabilmente poteva essere una fornace per la lavorazione del vetro e numerose abitazioni nell'area detta "insula del pozzo".

### Terme extraurbane
Appena fuori dalle mura di Sentinum, in località Santa Lucia, si trova un vasto complesso caratterizzato dalla presenza di ambienti termali. L'edificio si affaccia su un ampio cortile decorato da un pavimento a mosaico e delimitato da colonne in breccia rossa di Verona, una particolare pietra le cui cave si trovano nella Valle Paterna e in Valpolicella. Questa struttura, di difficile identificazione, in passato era stata interpretata come una grande villa suburbana, mentre ora pare probabile si tratti di un complesso legato alla viabilità e destinato all’ accoglienza dei viaggiatori.

## Scavi archeologici

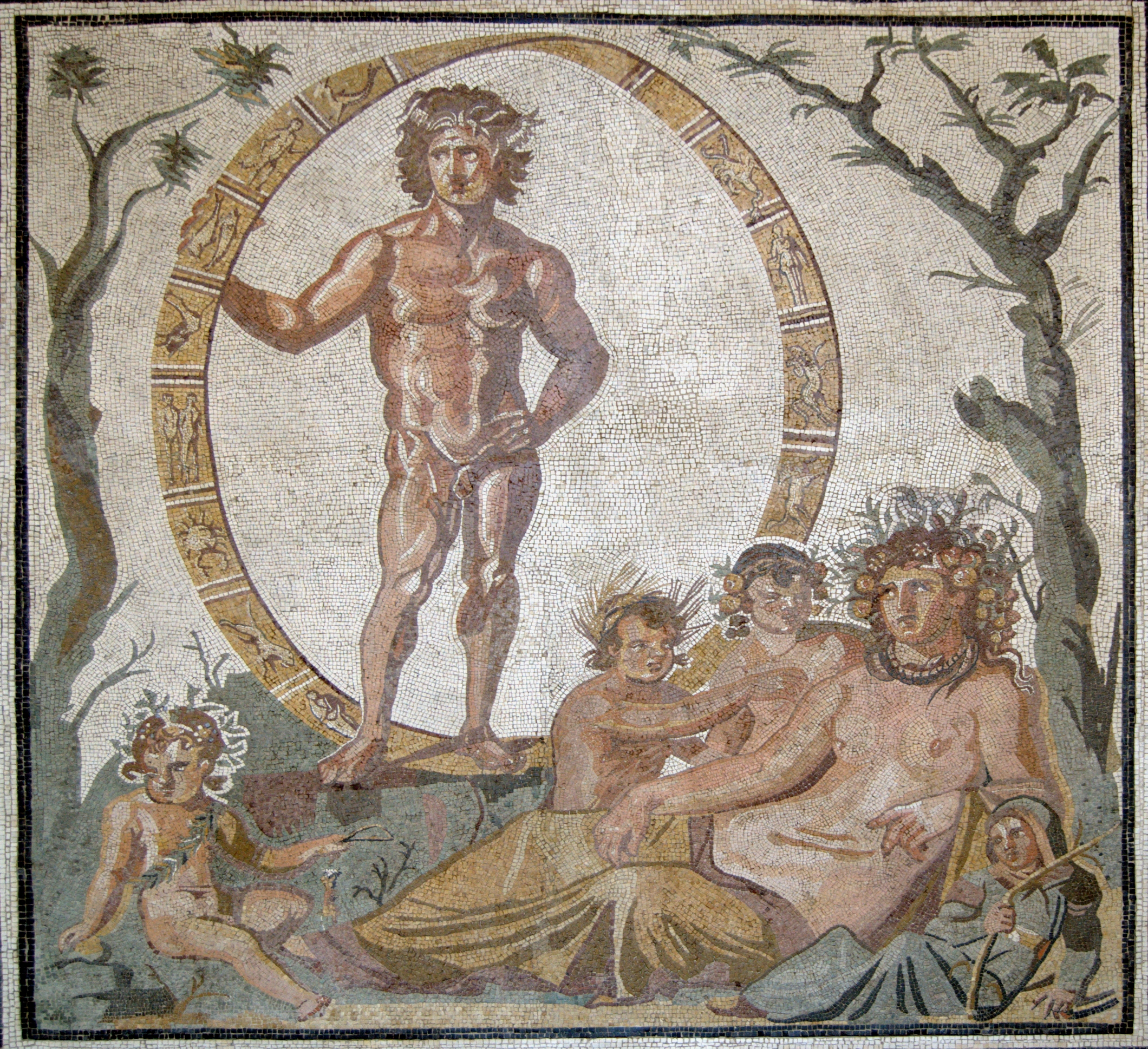
Mosaico dell'Aion, da Sentinum, conservato nella Gliptoteca (Monaco di Baviera)

Sin dall'alto medioevo le rovine di Sentinum furono utilizzate nella costruzione di Sassoferrato e delle zone limitrofe. La città diventerà oggetto di interesse da parte di due studiosi dell'Umanesimo: Ciriaco d'Ancona, che fu il primo a interessarsi alle antichità locali ed a riscoprire il sito trascrivendone anche alcune epigrafi, e Flavio Biondo. Dopo di loro nessuno se ne interesserà per alcuni secoli. Tuttavia scoperte e recuperi di materiali a seguito di indagini occasionali si susseguirono fino alla fine dell’Ottocento.
Sarà con l'apertura della linea ferroviaria Fabriano-Urbino che si tornerà a parlare di Sentinum ed inizieranno delle vere e proprie ricerche; il percorso infatti tagliava in due la città. Durante i lavori vennero effettuati numerosi rinvenimenti per questo si resero necessarie delle campagne di scavo condotte, nel 1890 e nel 1891, da Edoardo Brizio con la collaborazione di Raniero Mengarelli. Si riuscirà così a definire l'andamento della cinta muraria e vennero individuati i resti di edifici e di strade (tra cui il cardine massimo ed il decumano massimo e altri cardini e decumani minori).
Fino alla metà del 1900 non ci furono altre indagini, anche se non mancarono importanti rinvenimenti effettuati fortuitamente negli anni '20, come lo splendido mosaico con "Mostri marini" (14 x 9,80 m) e il mosaico con il "Ratto di Europa" conservato al Museo civico archeologico di Sassoferrato.
Le campagne di scavo ripresero nel 1954 fino al 1960, condotte da Laura Fabbrini, in cui si continuò ad indagare il tracciato viario della città oltre che alcuni degli edifici come le Terme Urbane, la fonderia ed il complesso extra-urbano di Santa Lucia. In questa occasione le ricerche toccarono anche la domus dell'"insula del pozzo" da cui proviene il famoso mosaico raffigurante il dio Aion (5,34 x 4,94 m) oggi conservato presso la Gliptoteca (Monaco di Baviera) ed un edificio, probabilmente difensivo, nell'angolo Nord-Ovest delle mura.
Una successiva indagine verrà condotta da Luisa Brecciarioli Taborelli nel 1974 in cui si proseguì lo studio delle terme urbane e del complesso extra-urbano di Santa Lucia. Di quest'ultimo si chiarirà la natura, termale con anche funzione di accoglienza, solo grazie agli studi condotti in quell'area da Mara Silvestrini tra la fine del 1900 e gli inizi del 2000.
L'ultimo programma di ricerche è stato portato avanti dall'Università degli studi di Genova e dall'Università degli studi di Urbino "Carlo Bo" tra il 2002 ed il 2007 ed ha interessato due aree, una ad ovest e una ad est della ferrovia, portando alla luce alcuni edifici pubblici. Nel frattempo sono state condotte alcune campagne di prospezioni magnetometriche per definire l'assetto urbanistico che hanno permesso di redigere una nuova planimetria della città oltre che individuare il foro cittadino.

## Arte da Sentinum

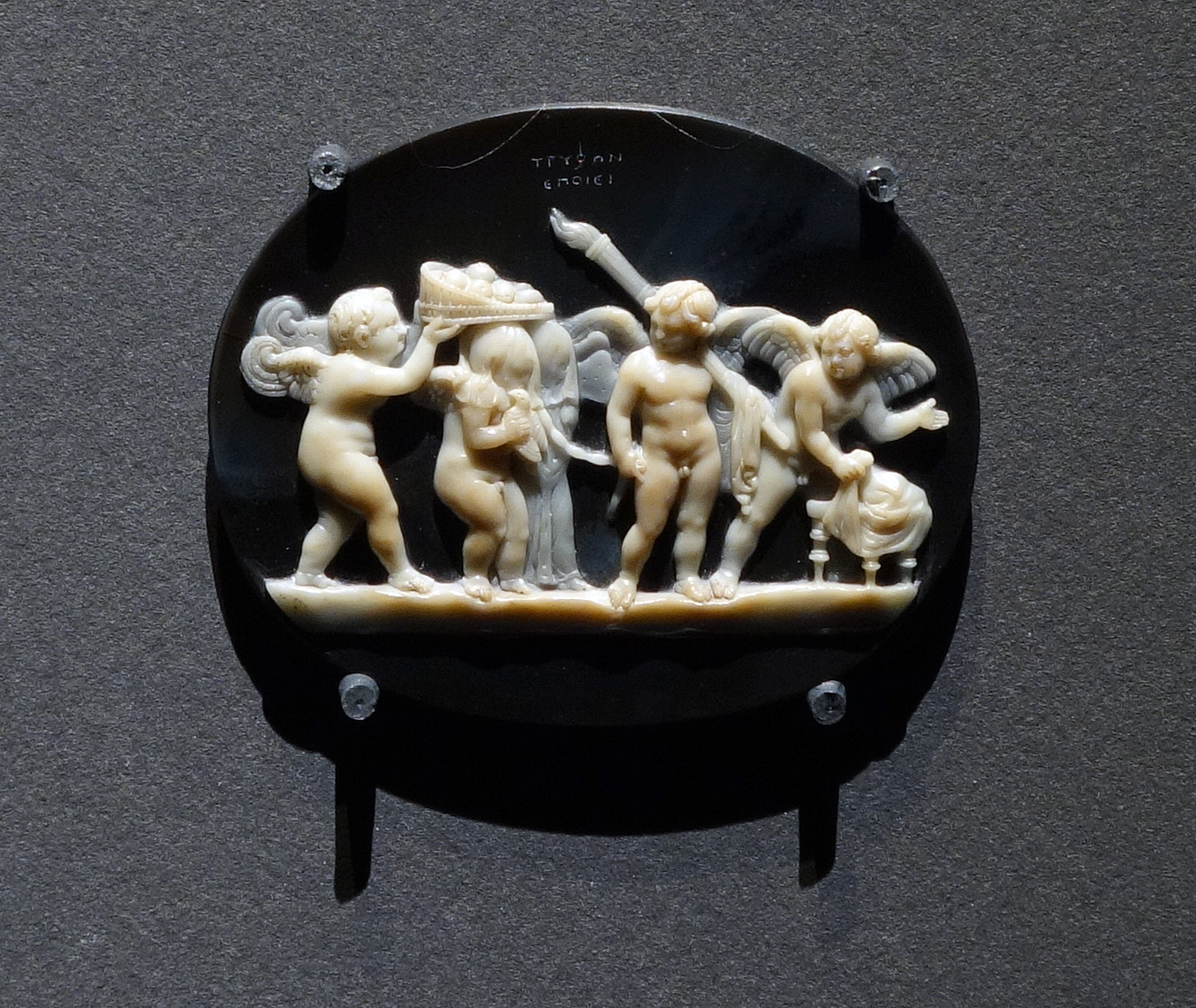
Cammeo di Boston, da Sentinum.

- Cammeo di Boston, oggi conservato presso il Museum of Fine Arts di Boston.[10][11]
- La statua equestre della collezione Weiller, ubicazione sconosciuta.[12]
- Mosaico raffigurante il dio Aion (5,34 x 4,94 m) conservato presso la Glyptothek a Monaco di Baviera.

## Museo civico archeologico di Sassoferrato

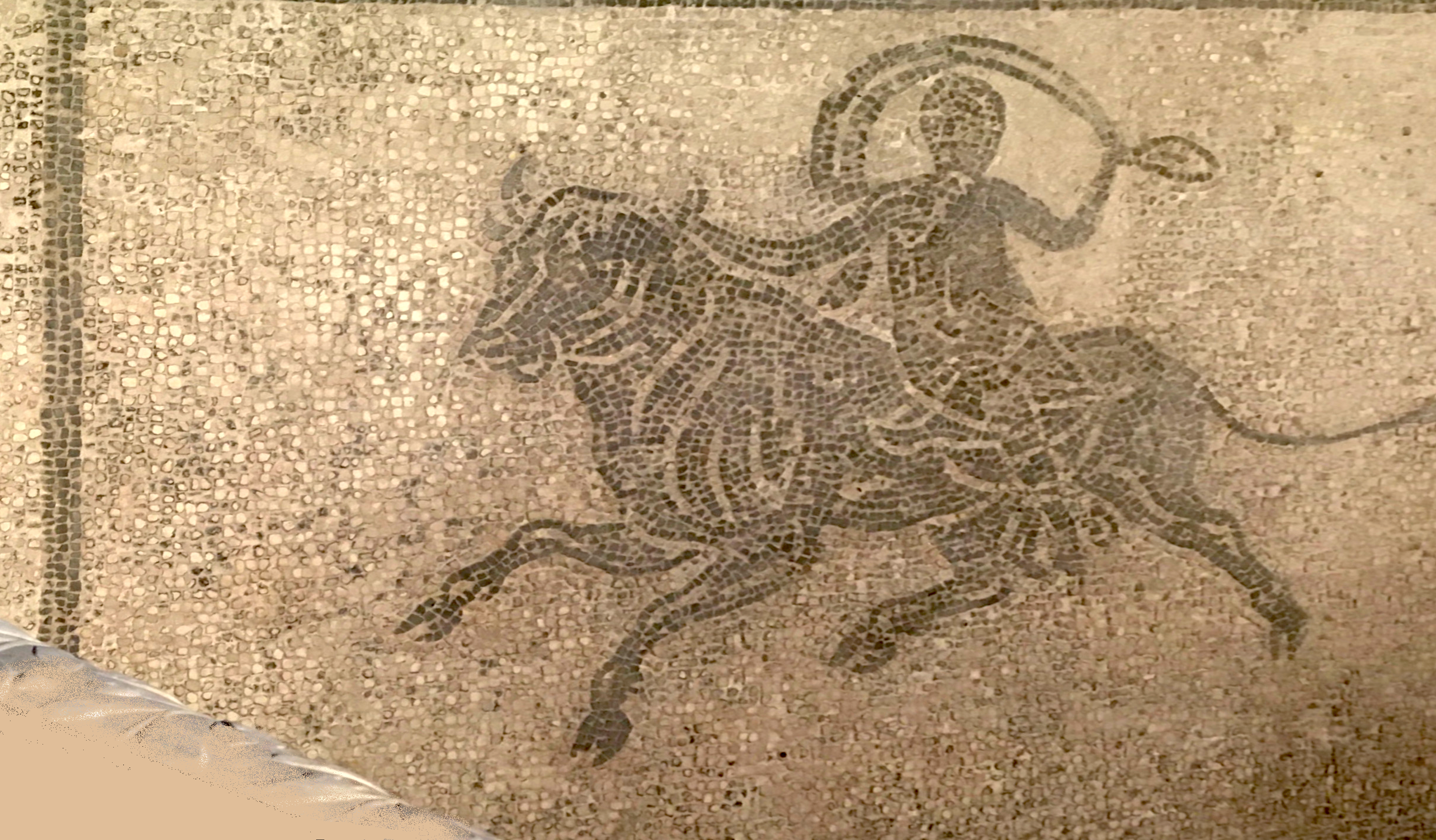
Mosaico il ratto di Europa da Sentinum.

Il Museo civico archeologico di Sassoferrato è allestito all’ interno dell'antico Palazzo dei Priori, un edificio del XIV sec. Progettato fin dal 1926, il Museo fu poi completato solamente nel 1932 grazie agli sforzi del prof. Guido Vitaletti (1886-1936), il quale, con grande impegno e generosità, riunì per la prima volta in una struttura adeguata i reperti provenienti dall'antica città di Sentinum e donò alla cittadinanza quelli della sua collezione privata.
Al piano terra vi è il plastico ricostruttivo del “La Battaglia delle Nazioni” svoltasi nel 295 a. C., al termine della terza guerra sannitica. Le sale principali del Museo sono connotate dalla presenza di pavimenti a mosaico e l’allestimento riproduce idealmente l’ingombro dei muri delle stanze in cui si trovavano in origine. Nella sala delle sculture sono esposte teste e dorsi di statue di marmo oltre che grandi epigrafi. Le collezioni si trovano nelle sale del primo piano dove vi è l'esposizione tematica dei reperti. Nella sala successiva si trova il mosaico pavimentale raffigurante il ratto di Europa, oltre che numerosi elementi architettonici e una sezione dedicata alla sfera funeraria. Una vetrina raccoglie i reperti che documentano l’esistenza a Sentinum di una bottega di bronzista. Uno dei frammenti rinvenuti è riconducibile al gruppo scultoreo dei Bronzi dorati da Cartoceto di Pergola.
Nella sala dell'Aiòn il pavimento è una riproduzione a grandezza naturale del mosaico rinvenuto in una domus della città nell'Ottocento e ora conservato nella Gliptoteca di Monaco di Baviera. Nelle vetrine sono esposti gli oggetti di uso comune, che mostrano i diversi aspetti della vita quotidiana: la mensa, la religione, le arti e i mestieri, la donna e le sue attività. Nell'ultima sala è esposto un frammento del grande mosaico pavimentale con mostri marini, in precedenza conservato al Museo Archeologico Nazionale di Ancona. I pezzi di decorazione architettonica, disposti attorno al mosaico, sono le testimonianza dell’ultima fase di vita della città antica.

### Fonti antiche
- (GRC) Polibio, Storie,  Liber ii, 19, 6.
- (LA) Livio, Ab Urbe condita libri,  Liber x, 17 e 30.
- (LA) Sesto Giulio Frontino, Strategemata,  Liber i, 8, 3.
- (LA) Plinio il vecchio, Naturalis Historia,  Liber III, 114., Naturalis Historia, Liber III, 114 (link al testo latino originale su la.wikisource)